# Alain LeRoy Locke

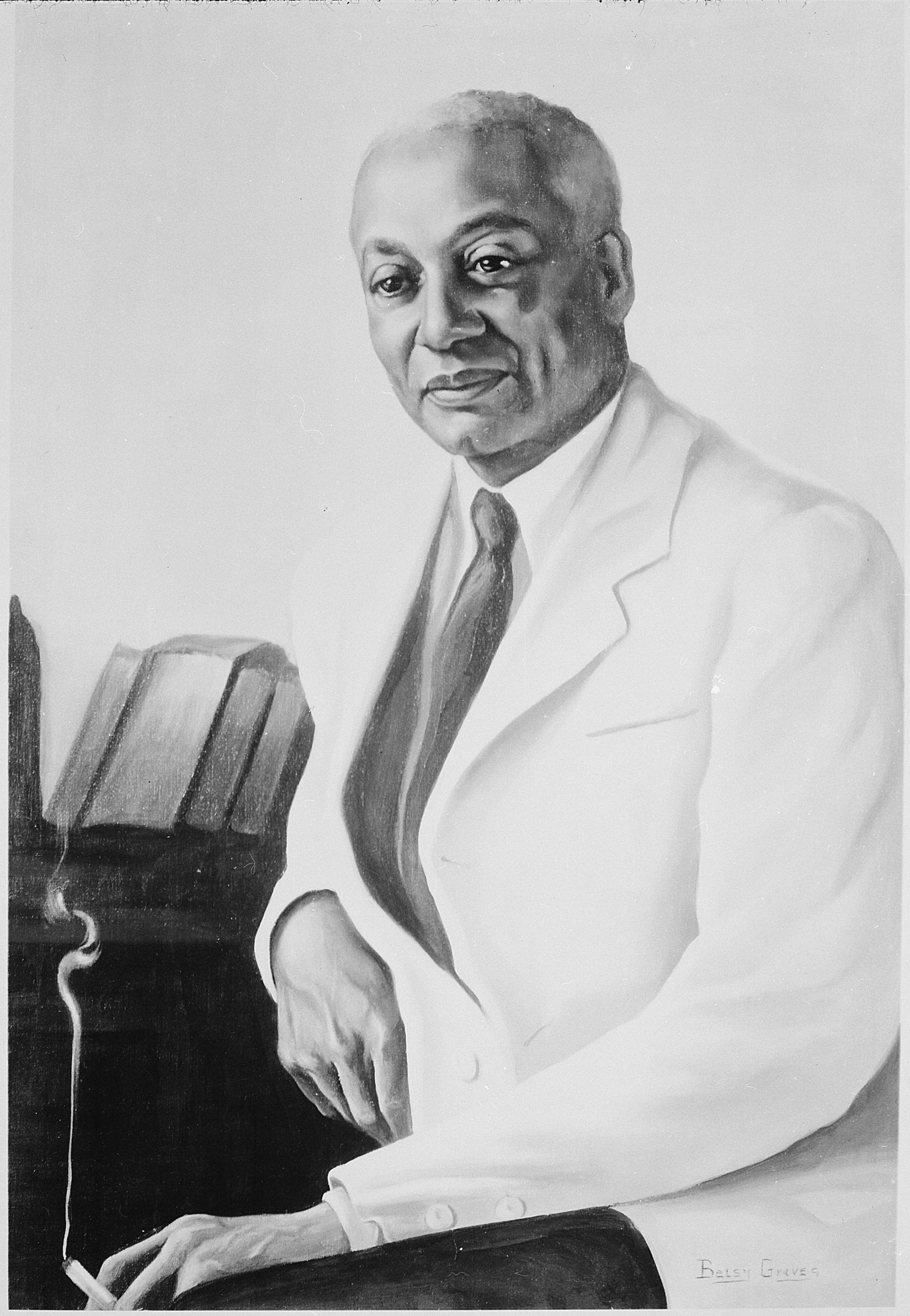
Alain Locke (Bild von Betsy Graves Reynea)

Alain LeRoy Locke (* 13. September 1886 in Philadelphia, Pennsylvania; † 9. Juni 1954 in New York City) war ein amerikanischer Philosoph. Er gilt als der „Vater der Harlem Renaissance“.

## Leben
Alain Lockes Eltern waren Pliny Ishmael Locke (1850–1892) und Mary Hawkins Locke (1853–1922). Als Zweitbester machte er 1902 seinen Abschluss an der Central High School in Philadelphia. 1907 beendete Locke sein Englisch- und Philosophie-Studium an der Harvard University. Als erster Afroamerikaner erhielt er ein Rhodes-Stipendium. Locke war auch Mitglied der akademischen Vereinigung Phi Beta Kappa. Dennoch verweigerten ihm wegen seiner Hautfarbe etliche Colleges in Oxford den Zugang, bis ihn schließlich das Hertford College zuließ, wo er 1907–1910 Literatur, Philosophie, Griechisch und Latein studierte. 1910 studierte Locke an der Universität Berlin Philosophie; 1911 besuchte er das Collège de France in Paris.
Als Dozent für Englisch an der Howard University in Washington, D.C., arbeitete er mit W. E. B. Du Bois und Carter G. Woodson (1875–1950). 1916 arbeitete Locke in Harvard an seiner Dissertation über The Problem of Classification in the Theory of Value; 1918 wurde er zum Ph.D. in Philosophie promoviert. Locke kehrte zurück an die Howard University, wo er, bis zu seiner Pensionierung im Jahr 1953, den Fachbereich Philosophie leitete.
Locke verkehrte regelmäßig im Literarischen Salon der Schriftstellerin Georgia Douglas Johnson und nahm sie auch, als eine von nur wenigen Frauen, in seine Anthologie Plays of Negro Life: a Source-Book of Native American Drama auf.

## Werke
- The New Negro: An Interpretation. New York: Albert and Charles Boni, 1925.
- Harlem: Mecca of the New Negro. Survey Graphic 6.6 (1 March 1925).

Als Herausgeber
- Plays of Negro Life: A Source-Book of Native American Drama. Harper and Brothers, New York 1927.